# Lesley Mitchell
Lesley Anne Mitchell (ur. 5 sierpnia 1988 w Sydney) – australijska aktorka, znana z serialu Na wysokiej fali.
Studiuje na Brigidine College Randwick. Rola Brooke w Na wysokiej fali "Blue Water High", była pierwsza poważną rolą aktorską Lesley.

## O aktorce
Lesley Anne Mitchell urodziła się 5 sierpnia 1988 roku w Sydney w Australii. Jej jedyną rolą jest postać Brooke Solomon w serialu Na wysokiej fali "Blue Water High". Ma siostrę - Jodi. Lesley gdyby mogła chciałaby spotkać Nelsona Mandelę, Beyoncé, i Paris Hilton. Aktorka nie pali i nie pije. Studiowała na Brigidine College Randwick.

## O postaci z Blue Water High (Na wysokiej fali)-Brooke Solomon
Brooke pochodzi z Sydney. Dziewczyna ma dużą, kochającą rodzinę. Uczulona jest na olej i jada tylko zdrowe jedzenie. Sport jest jej wielką pasją. Uprawia oprócz surfingu pływanie na desce na brzuchu. Jest w tym świetna. Potrafi tańczyć. Wygrała zawody wśród dziewczyn. Dziewczyna pochodzi z jakiejś wsi i ma dużo rodzeństwa. Jest pilną uczennicą. Jest przyjaciółką Rachael. Ma obsesję na punkcie swojego chłopaka, jest bardzo szczęśliwa ale nie może się skupić na niczym innym poza nim. Wygrywa zawody w 2 roku w akademii Solar Blue. Bardzo lubi Mike’a (zresztą potem zostają parą). Brooke wygrywa wraz z Erykiem zawody i wyjeżdża do Brazylii.

## Filmografia
- Na wysokiej fali "Blue Water High" jako Brooke Solomon (26 epizodów, 2006)